# Cloreto de trimetilsililo
Cloreto de trimetilsililo, também conhecido como clorotrimetilsilano é um composto organosilício (haleto de sililo), com a fórmula (CH3)3SiCl, frequnetemente abreviado na literatura como Me3SiCl ou TMSCl. É um líquido volátil incolor que é estável na ausência de água. É amplamente utilizado em química orgânica.

## Preparação
TMSCl é preparado em larga escala pelo processo direto (Rochow), a reação de cloreto de metilo com uma liga de silício-cobre. O objetivo principal deste processo é dimetildiclorosilano, mas quantidades substanciais dos produtos trimetilo e monometilo são também obtidas. As reações relevantes são (Me = CH3):
x MeCl + Si  →  Me3SiCl, Me2SiCl2, MeSiCl3, outros produtos
Tipicamente, aproximadamente 2-4% da corrente de produto é o monocloreto, o qual forma um azeótropo com MeSiCl3.